# 如意寺 (神戸市)
如意寺（にょいじ）は兵庫県神戸市西区櫨谷町谷口にある天台宗の仏教寺院。山号は比金山（ひきんさん）。本尊は地蔵菩薩。

## 沿革
『如意寺旧記』によれば、大化元年（645年）法道仙人が多聞天の教化により当山に櫨（はぜ）の木に刻んだ地蔵菩薩と毘沙門天を祀ったのが起源とされる。同5年（649年）に孝徳天皇の勅願寺と定められて「三級塔一宇鐘楼堂二階楼門二箇鎮守其外僧院廿四坊」という大規模な堂塔伽藍が建立され、仁寿元年（851年）には円仁が文殊堂を建立した。のちに荒廃し諸堂は傾き雨露に曝される有様であったが、正暦年間（990-995年）願西尼（安養尼）により中興されたという。
法道は天竺（インド）から飛来したとされる伝説的な仙人で、兵庫県南部一帯には法道開基を伝える寺院が点在している。ただし、当寺を法道の草創とするのは伝承の域を出ない。貞応三年（1224年）の「延暦寺政所下文案」では願西聖人の建立とし、寺域は東西16町南北12町に及んだという。いっぽう如意寺にかかわる最も古い文書は仁平2年（1152年）のものであり、発掘調査の所見と併せ、実際の創建は12世紀中葉をさかのぼるものはでないと考えられている。
貞応2年（1223年）には国役を免除され、南北朝時代に三重塔、室町後期には文殊堂の建立がなった。天文8年（1539年）、火災により本堂・諸楼・法器を焼失した。このときの院主一条院泉範は本堂修営の大願を立てて広く浄財を募り、「道俗男女八萬四千人五ヶ年ヲ経テ大願成就」したという。寛文7年（1667年）東叡山寛永寺の末寺となり、江戸時代においてもなお12坊院と朱印地43石余、年貢地80石余、境内として山林東西16町南北12町を認められていた。
昭和時代には阿弥陀堂文殊堂三重塔が、平成時代には三重塔が解体修理された。

## 伽藍
本堂は老朽化により傾いたため第二次世界大戦後まもなく解体され、礎石をとどめるのみである。創建当初は本堂と常行三昧堂（現阿弥陀堂）の二堂からなる法界寺型の伽藍配置をとっていたとされる。あるいは、本堂跡の東にある三重塔の前身を法華堂に想定し、これに加えて西の常行堂、南の文殊堂という配置を天台宗寺院でも早い時期の遺構として10世紀の願西尼による創建を支持する説もある。
現在は阿弥陀堂・三重塔・文殊堂が残り、3棟とも国の重要文化財指定を受けている。山門は伽藍から遠く離れた位置に独立して存在し、これは往時の寺域の広大さを示している。山門内には鎌倉時代の作とされる塑像の金剛力士（仁王）像2体（阿形・吽形）を安置する。

## 文化財

### 重要文化財（国指定）
- 文殊堂（附:厨子） - 入母屋造、本瓦葺き。室町時代、部材の墨書から享徳2年（1453年）の建立と推定されている。傾斜地に建ち、前面を高床式とする点が特色である。
- 阿弥陀堂（常行堂） - 入母屋造、とち葺き形銅板葺き。鎌倉時代初期。正面を全面蔀戸とする。
- 三重塔 - 南北朝時代、至徳2年（1385年）、本瓦葺、高さ21.33m

### 兵庫県指定文化財
- 塑造金剛力士（仁王）像 - 鎌倉時代

### その他
- 山門
- 宝篋印塔
- 五輪塔 伝平惟盛

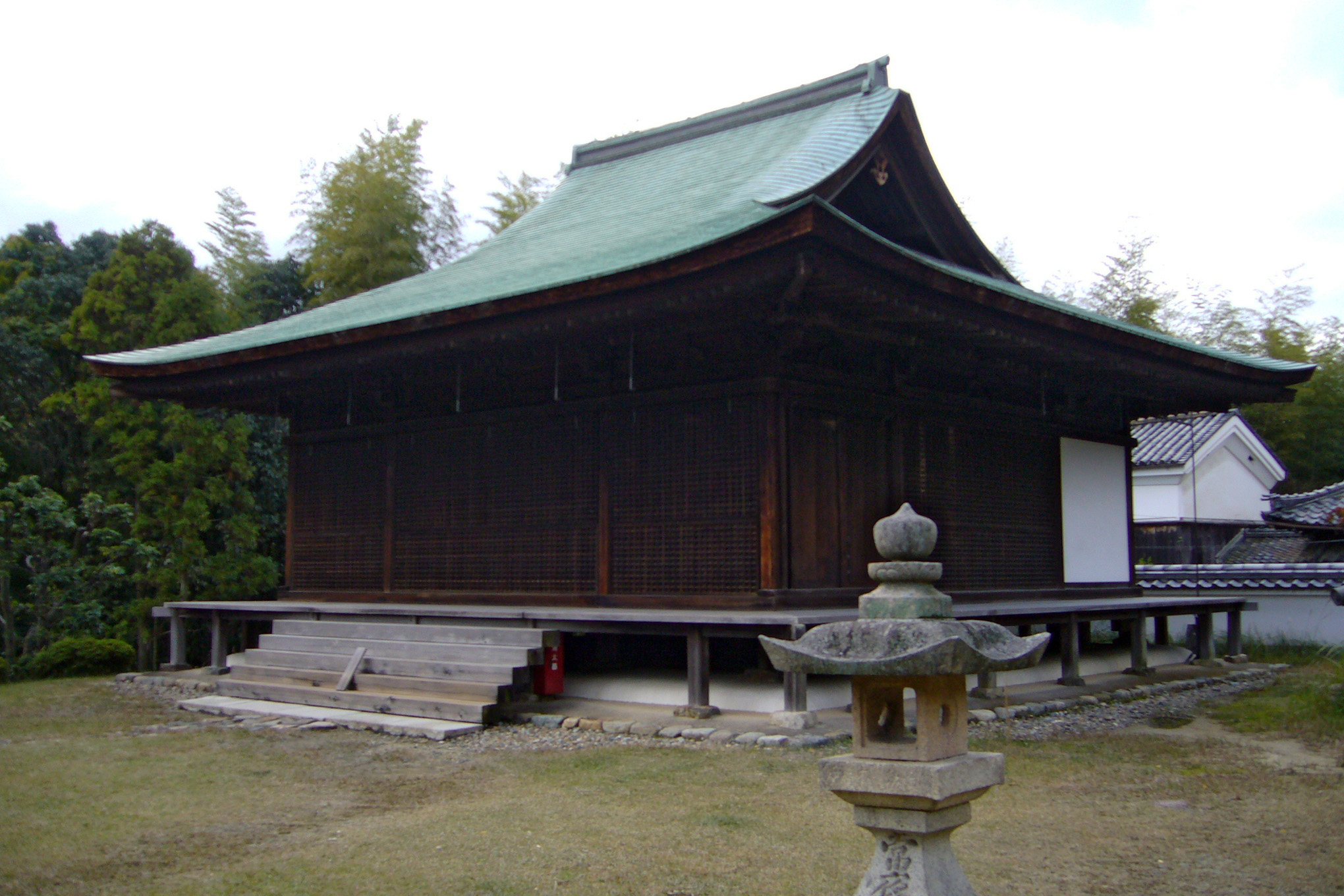
阿弥陀堂（重要文化財）
文殊堂（重要文化財）南面
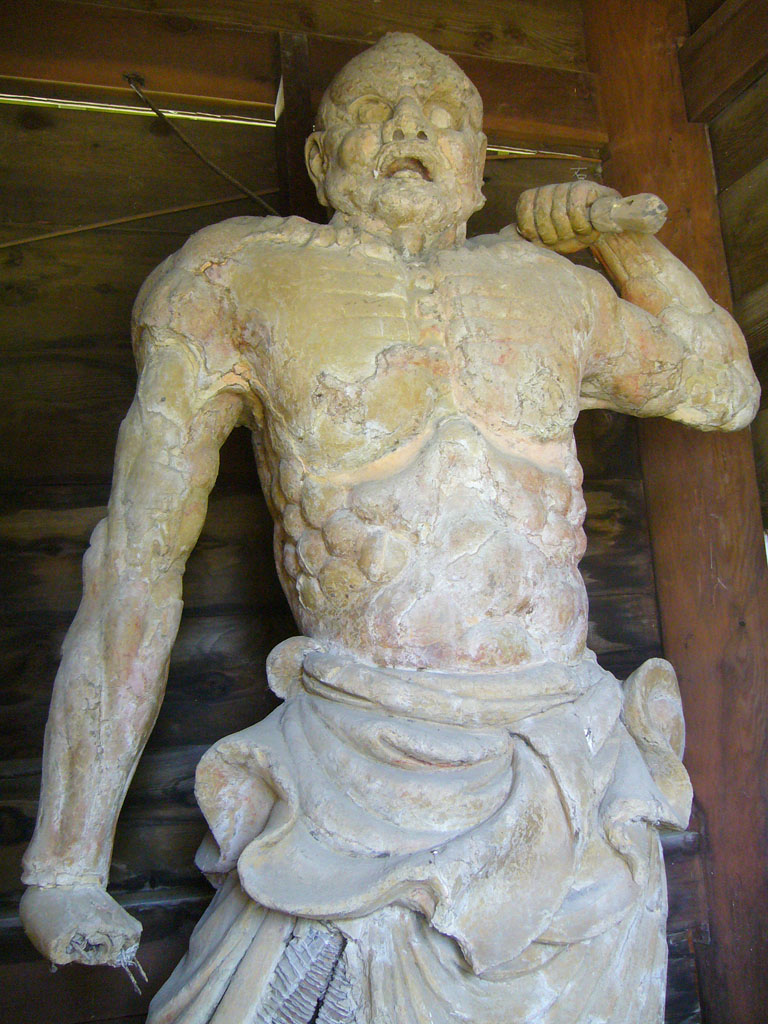
山門の金剛力士像・阿形

## 所在地
- 〒651-2237 兵庫県神戸市西区櫨谷町谷口259

## 交通アクセス
- 神戸市営地下鉄西神・山手線 西神南駅から徒歩20分（サンライズハイキングコース経由）
- 神戸市営地下鉄西神・山手線 西神中央駅から神姫バス13系統「明石駅」行きで13分、「谷口」下車、徒歩12分
- JR神戸線および山陽電鉄 明石駅から神姫バス13系統「寺谷」行きで19分、「谷口」下車、徒歩12分

## 周辺情報
- 福聚律院（元如意寺塔頭、宮本武蔵の作と伝える庭園が残る。）
- 端谷城跡（衣笠城・櫨谷城）
- 岡之屋形（岡辺の屋形）跡
- 井吹台谷口公園
- 太山寺
- 太山寺安養院庭園
- 成就院庭園
- 太山寺温泉